# Neritoidea
Neritoidea é uma superfamília taxonómica que contém maioritariamente caracóis de água doce, nerites e gastrópodes marinhos semelhantes. Este agrupamento taxonómico foi incluído no clade Cycloneritimorpha pela taxonomia dos Gastropoda de Bouchet & Rocroi, 2005), sendo que anteriormente era incluída na ordem Neritoida da superordem Neritopsina.

## Taxonomia
A superfamília Neritoidea inclui as seguintes famílias:
- Neritidae – nerites marinhas e de água doce;
- Phenacolepadidae – falsas-lapas;
- † Pileolidae